# میناکو تاکاشیما
میناکو تاکاشیما (ژاپنی: 高嶋 美奈子؛ زادهٔ ۱ ژانویهٔ ۱۹۴۹) بازیکن سابق فوتبال اهل ژاپن است که در تیم ملی فوتبال زنان ژاپن بازی کرده‌است.